# Korg PS-3300
| Synthesizer              | Synthesizer                 |
|                          |                             |
| Allgemeines              | Allgemeines                 |
| ------------------------ | --------------------------- |
| Name                     | Korg PS-3300                |
| Hersteller               | KORG                        |
| Klangsynthese            | Subtraktive Analog Synthese |
| Erscheinungsjahr         | 1977                        |
| Preis (Erscheinungsjahr) | 1.200.000 ¥                 |
| Eigenschaften            |                             |
| Polyphon                 | ja                          |
| Tasten                   | 48                          |
| Schnittstelle(n)         | CV/Gate, Kenton MIDI Kit    |

Der Korg PS-3300 ist ein polyphoner Synthesizer der Firma KORG. Er ist einer der seltensten und größten Synthesizer, die je gebaut wurden. Die Auflage wird auf rund 50 bis 100 Exemplare geschätzt. Der Korg PS-3300 war der erste vollständig polyphone Synthesizer; er vereinigte drei einzelne Synthesizer in sich. Das Instrument wurde u. a. von Klaus Schulze, Jean-Michel Jarre, Vangelis und Keith Emerson gespielt. Das Gerät von Klaus Schulze wurde zu Beginn der 1980er Jahre an die australische Band PEAK weitergereicht, die zu diesem Zeitpunkt auf Klaus Schulzes Label IC veröffentlichte. Weitere Beispiele für den PS-3300 im Einsatz zeigen Alben von Richard Vimal (Aquarhythmies), Lightwave (Cités Analogues und Nachtmusik), Pierre Salkazanov alias Zanov (In Course of Time) oder Roland Romanelli. Gino und Joe Vanelli verwendeten zwei PS-3300 neben einem PS-3100, Richard D. James alias Aphex Twin hat drei PS-3300 im Studio, die deutsche Formation Editor verwendete den PS-3300 des Musikhauses Sixt Music in Düsseldorf. Laut AME Magazin befand sich neben einem PS-3100 und einem PS-3200 auch ein PS-3300 im Besitz der Gruppe Kraftwerk. Dorothea Raukes, Keyboarderin der Band Streetmark, verwendete den PS-3300 auf ihrem Soloalbum "Deutsche Wertarbeit". 